# 王洪斌 (海军)
王洪斌，男，中國共產黨黨員，中華人民共和國軍事人物及政治人物，武警少将警衔，其后出任中国人民解放军海軍陸戰隊政委，改任海軍少将，中共十九大代表。

## 生平
曾任武警雲南省總隊政委丶中國人民解放軍海軍陸戰隊政委，武警少將改任海軍少将 。2017年7月晋升武警少将警衔。  